# Cunard Countess
Le Cunard Countess est un navire de croisière construit en 1976 par les chantiers Burmeister & Wain de Copenhague pour la compagnie Cunard Line. Il est achevé aux chantiers Navali Mechaniche Affini de La Spezia. Après avoir changé plusieurs fois de noms et d’armateurs, il est détruit à Aliağa en 2014 après avoir été endommagé par un incendie alors qu’il est désarmé à Chalkis.

## Histoire
Le Cunard Countess est un navire de croisière construit en 1973 par les chantiers Burmeister & Wain de Copenhague. Après livraison, il est envoyé aux chantiers Navali Mechaniche Affini de La Spezia pour être achevé. Il est mis en service le 14 août 1976 et est baptisé à San Juan par Janet Armstrong, la femme de Neil Armstrong.
En avril 1977, il est rejoint sur les croisières dans les Caraïbes et aux Bermudes par son navire jumeau, le Cunard Princess. C’est notamment l’un des rares navires de croisières qui se rendait régulièrement à Grenade pendant la période révolutionnaire de l’île. Il joue un rôle majeur dans le soutien de l’industrie touristique locale de l’île au cours de ces sombres années.

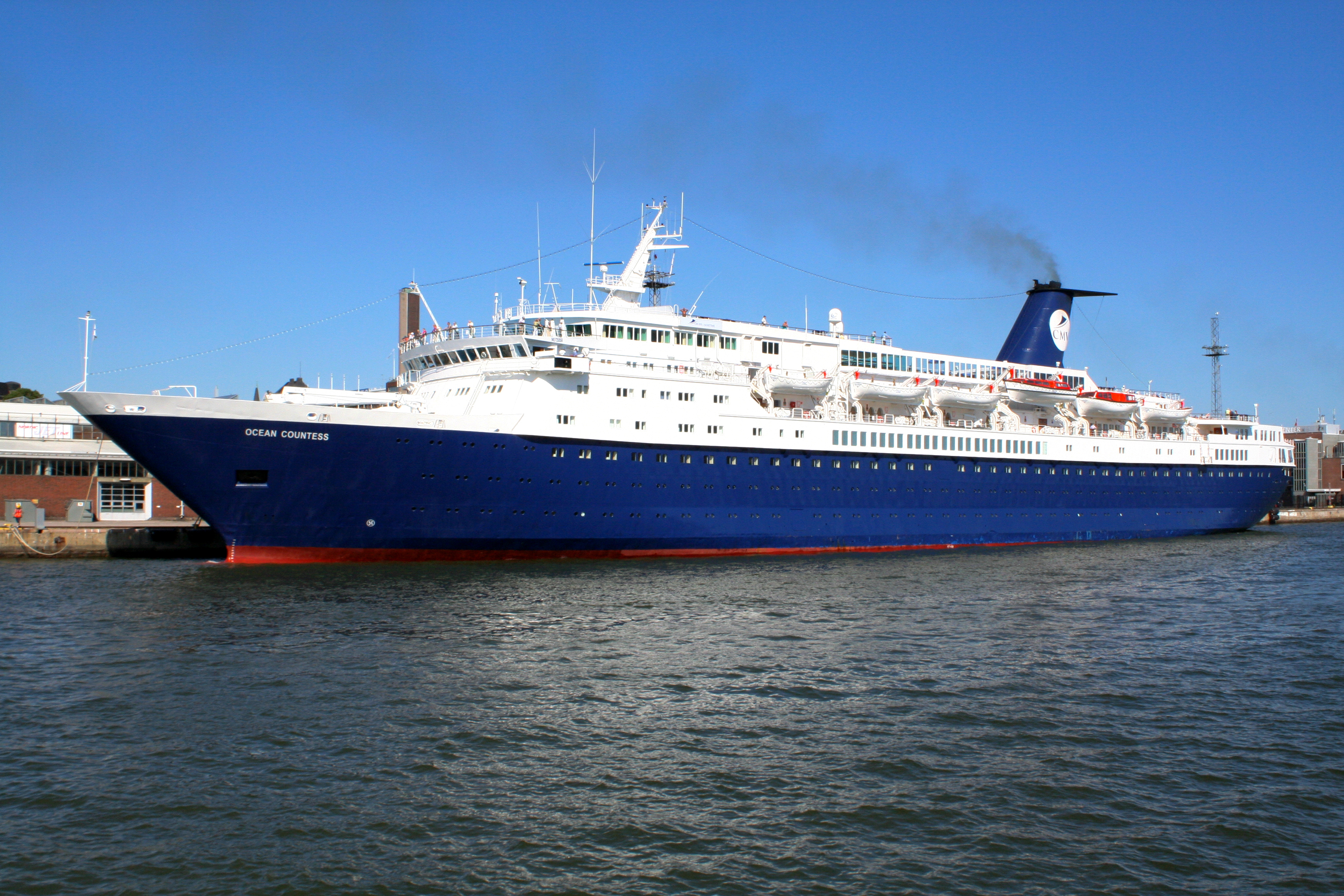
L’Ocean Countess à Helsinki en juillet 2010.

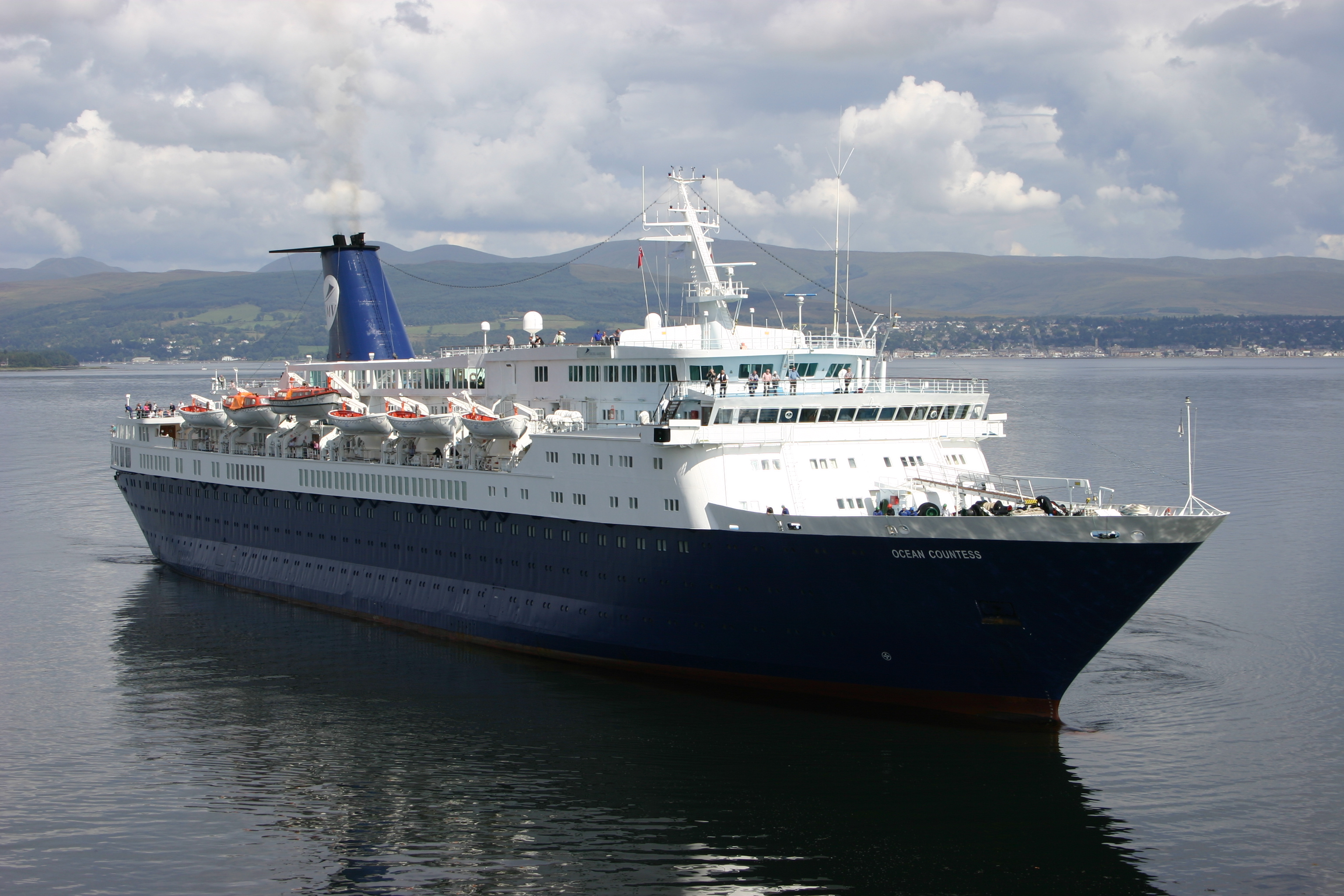
Ocean Countess à Greenock en 2012

En octobre 1982, après la fin de la guerre des Malouines, le navire est réquisitionné pendant six mois par la Royal Navy pour emmener les troupes britanniques des îles Malouines à l’île de l’Ascension le temps que l’aéroport de Port Stanley soit remis en service. Les familles et les amis des victimes du conflit ont également effectuées un voyage sur le navire afin de participer à des commémorations en mer et à terre. À la fin de la réquisition, la Cunard Line obtient le payement d’une rénovation du navire à Malte pour 2 000 000 ₤. En juillet 1983, le Cunard Countess est remis en service dans les Caraïbes. En 1990, le pavillon du navire est modifié, passant de celui du Royaume-Uni à celui des Bahamas.
En octobre 1996, il est vendu à la compagnie Awani Cruises qui le rebaptise Awani Dream II, mais la compagnie connait de grosses difficultés financières et le navire est vendu à Royal Olympic Cruises en 1998. Il est renommé Olympic Countess. Le 12 janvier 2000, alors que le navire quitte le port de Malaga pour La Barbade, les moteurs tombent en panne et le navire doit être ramené à Malaga avant d’être réparé en Grèce. En 2002, Royal Olympic Cruises devient la Royal Olympia Cruises. Le navire est renommé Olympia Countess à cette occasion. Le 8 janvier 2004, le navire est placé en détention à Durban à la suite de la faillite de son armateur.
Le 29 janvier 2004, il est acquis aux enchères par la compagnie Maximus Navigation Ltd, une filiale de Majestic International Cruises. Il est renommé Ocean Countess et est transféré sous pavillon portugais. En novembre 2005, il est affrété par la compagnie Holiday Kreuzfahrten qui le renomme Lili Marleen, mais la compagnie fait faillite en septembre 2006 et le navire est ensuite désarmé en baie d’Eleusis sous son vrai nom, Ocean Countess. En mai et décembre 2007, il est affrété par Louis Cruise Lines (en) et navigue en Grèce sous le nom de Ruby, puis reprend le nom d’Ocean Countess à la fin de l’affrètement. En 2009, le navire est affrété par Quail Cruises.
En avril 2010, le navire est affrété par la compagnie Cruise & Maritime Voyages pour deux ans, puis il est désarmé à Chalkis. Le 30 novembre 2013 un incendie se déclare à bord. L’équipage de garde, composé de cinq personnes, est évacué. Le sinistre est maîtrisé après quatre jours, mais le navire est déclaré « Perte Totale » et vendu à la casse. Il est échoué à Aliağa en 2014 et détruit.

## Aménagements intérieurs
L’équipement du navire comprend:
- 8 ponts passagers
- 4 ascenseurs
- Systèmes afin de réduire les vibrations et la réduction du bruit dans les lieux publics.
- 6 suites
- 72 mini-suites
- 303 cabines extérieures
- 151 cabines intérieures
- TV interactive, minibar, coffre-fort, radio, salle de bains avec douche ou baignoire, sèche-cheveux, climatisation et chauffage, téléphone et connexion Internet.
- Services (accueil, bureau d’excursions, centre médical)
- Chambres / salles de conférence (Mercure Théâtre de 173 places, l’Univers du Club avec 510 sièges)
- 4 restaurants
- 4 bars dont deux externes
- Centre de beauté avec institut et 5 salles de massages.
- Sport : piste de jogging, jeu de palets, salle de gym, salle de fitness
- Deux piscines dont une couverte
- Plaisir : boutiques, cafés internet, casino, discothèque, salle de jeux, bibliothèque, aire de jeux et mini-club